# 皮斯克长吻鳄
皮斯克长吻鳄（学名：Piscogavialis）是一种已灭绝的鳄目类生物，它们曾生存在晚中新世到上新世的南美洲。模式种孔颧皮斯克长吻鳄（P. jugaliperforatus）被发现于秘鲁中南部海岸，它是一种生活于上新世秘鲁海岸的大型鳄类，发现地是布满鲸类化石的皮斯克组（Pisco Formation），孔颧皮斯克长吻鳄有完整的颅骨化石，从吻端至枕髁的总长为117.8cm，与盖氏伊堪长吻鳄（i gameroi）同属南美的大型长吻鳄类。

## 古生物学
现已发现的皮斯克长吻鳄遗骸出土的地层表明它曾生活在沿海环境中。另一种灭绝的海生短吻鳄（Sacacosuchus）。该物种于2022年被描述，并与皮克斯长吻鳄在同一地层中发现。海生短吻鳄的估计长度约为4.32米（14.2英尺），皮斯克长吻鳄接近于海生短吻鳄的两倍大小。
在中新世时期，（现秘鲁皮斯科盆地）皮斯科长吻鳄的栖息地大部分被浅海的侵蚀覆盖，且与开放的海洋相连。该环境以浅水、有岩石海岸和小岛的保护性海湾为特征。东南太平洋海岸在大部分时间内栖息着至少两种鳄类，皮斯克长吻鳄和海生短尾鳄。这两种物种的遗骸与该地区典型的其他海洋环境动物被一同发现。包括各种鲸类、海豹、海鸟、海树懒和鲨鱼。
在秘鲁的沉积层中发现了成年和幼年标本的骨骼，推测海生短吻鳄在盐水中度过了其整个生命周期。皮斯克长吻鳄明显更大使得它更为专业化，以快速的鱼类为食。与此相反的，海生短吻鳄只有其同时期亲属的一半长度，但其适应更为广泛的饮食。
当时的环境因素共同作用，极大地促使海生短吻鳄的繁荣。尤其是温暖的气温和适合它们生活方式的浅水沿海环境。在大部分的中新世时期，匹克思长吻鳄具有较高的多样性，其分布范围一直延伸到南至智利。然而，尽管最初有利的条件，全球气温在晚新近纪持续下降。起初，皮斯克长吻鳄和海生短尾鳄都没有受到严重影响，它们栖息地的水温一直支持这些变温动物，至少延续到中新世末期。
由于海平面下降、安第斯山脉的隆升和上新世全球气温急剧下降等因素，最终造成了它们的灭绝。